# Caramuru (Rubiácea)
Caramuru é um povoado (aglomerado rural) e foi um distrito do município brasileiro de Rubiácea, no interior do estado de São Paulo.

## História

### Formação administrativa
- O distrito de Caramuru foi criado pela Lei n° 233 de 24/12/1948, com sede no povoado de igual nome e território do distrito sede de Rubiácea[2][3].
- Foi extinto pela Lei n° 5.285 de 18/02/1959, sendo seu território anexado novamente ao distrito sede de Rubiácea[4].

## Geografia

### Demografia

#### População urbana
| Crescimento população urbana | Crescimento população urbana | Crescimento população urbana | Crescimento população urbana |
| Censo                        | Pop.                         |                              | %±                           |
| ---------------------------- | ---------------------------- | ---------------------------- | ---------------------------- |
| 1950                         | 641                          |                              | —                            |
| 1991                         | 506                          |                              | —                            |
| 2000                         | 579                          |                              | 14,4%                        |
| 2010                         | 707                          |                              | 22,1%                        |
| Fonte: IBGE e Fundação SEADE |                              |                              |                              |

Pelo Censo de 1950, o único no qual o povoado de Caramuru era distrito, a população total e urbana era de 641 habitantes.
Até o Censo 2010 (IBGE) Caramuru era classificado pelo IBGE como aglomerado rural.

### Rodovias
O principal acesso ao povoado é a estrada vicinal Salmourão-Rubiácea.

## Serviços públicos

### Registro civil
Atualmente é feito na sede do município, pois o Cartório de Registro Civil das Pessoas Naturais foi extinto pela Lei n° 5.285 de 18/02/1959 e seu acervo foi recolhido ao cartório do distrito sede.

### Saneamento
O serviço de abastecimento de água é feito pela Companhia de Saneamento Básico do Estado de São Paulo (SABESP).

### Energia
A responsável pelo abastecimento de energia elétrica é a CPFL Paulista, distribuidora do grupo CPFL Energia.

### Telecomunicações
O povoado era atendido pela Telecomunicações de São Paulo (TELESP), que inaugurou a central telefônica utilizada até os dias atuais. Em 1998 esta empresa foi vendida para a Telefônica, que em 2012 adotou a marca Vivo para suas operações.

## Atividades econômicas

### Usina de açúcar e álcool
Próximo ao povoado está instalada uma usina de açúcar e álcool, a Unidade Unialco do Grupo Viterra Bioenergia, importante fonte de geração de emprego e renda. A Unialco é uma das 07 usinas do País a usar o desidratador monoetileno-glicol no processo de fabricação, o que resulta em um produto de qualidade superior e de baixa toxicidade.

## Religião

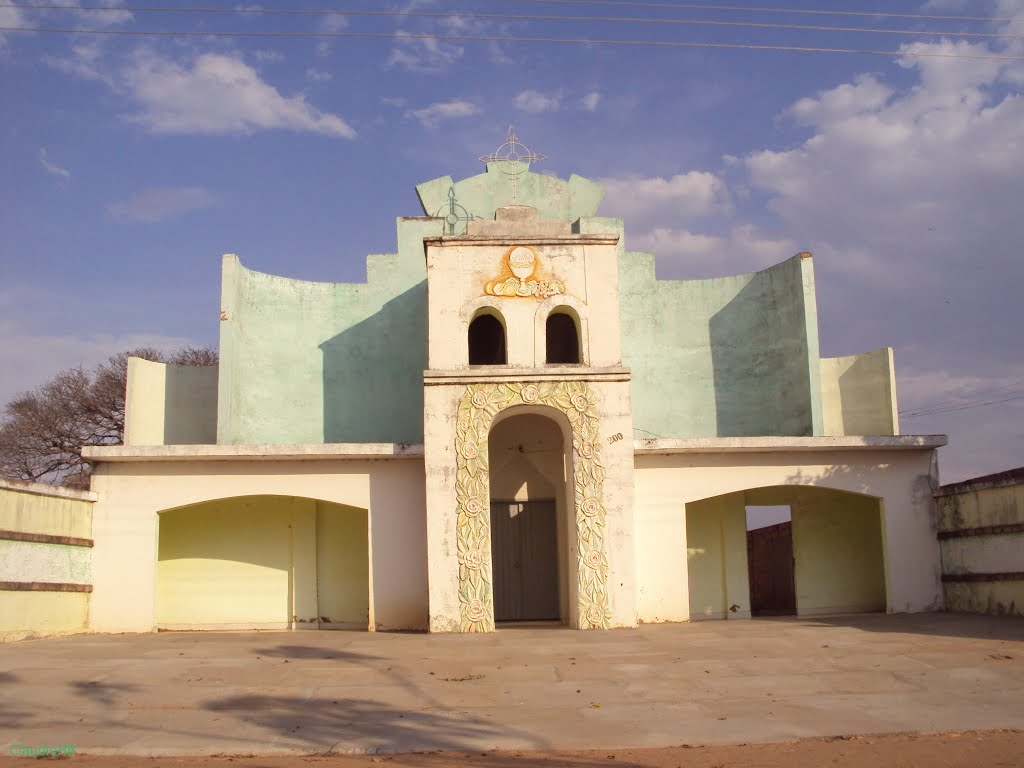
Igreja.

O Cristianismo se faz presente no povoado da seguinte forma:

### Igreja Católica
- A igreja faz parte da Diocese de Araçatuba[16].

### Igrejas Evangélicas
- Congregação Cristã no Brasil[17].